# Carlo Antonio Procaccini

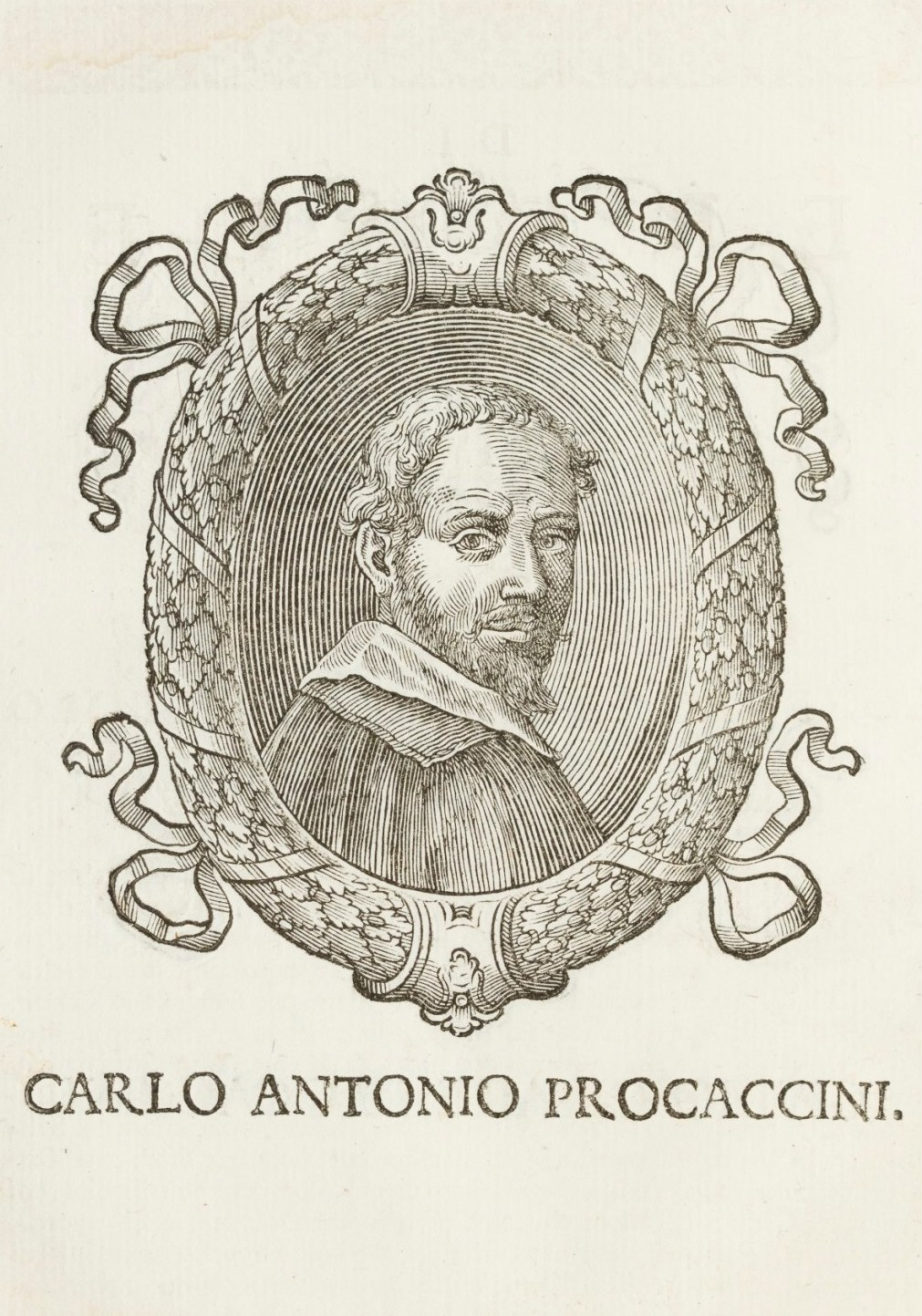
Carlo Antonio Procaccini, Kupferstich in: Carlo Cesare Malvasia: Felsina pittrice: vite de pittori bolognesi..., Bologna, 1678

Carlo Antonio Procaccini, auch: Carlantonio Procaccini (13. Januar 1571 in Bologna – nach 1628 in Mailand) war ein italienischer Maler aus einer bekannten Künstlerfamilie. Er wirkte vor allem in Mailand und Umgebung.

## Leben
Carlo Antonio war ein Sohn des Malers Ercole Procaccini d. Ä. aus dessen dritter Ehe mit Cecilia Cerva. Sein älterer Halbbruder Camillo und sein jüngerer Bruder Giulio Cesare waren auch bekannte Maler. Um 1587 übersiedelte die gesamte Familie nach Mailand, wo er 1590 eindeutig nachgewiesen ist.

Später war Carlo Antonio verheiratet mit einer Ippolita, mit der er im Jahr 1610 in der Gemeinde von San Giovanni in Laterano in Mailand wohnte, zusammen mit ihren gemeinsamen Kindern Angela, Ercole und Francesco. Auch seine beiden Söhne ergriffen das Malerhandwerk.
Seine Ausbildung erhielt er sehr wahrscheinlich in der familiären Werkstatt bei seinem Vater und Camillo. Er malte zwar auch religiöse Bilder, ist aber vor allem bekannt als Landschafts- und Blumenmaler, für die ihm flämische Künstler wie Paul Bril und Jan Brueghel als Vorbilder dienten. Besonders stechen aus seiner Produktion einige christliche Szenen in Landschaften hervor, oder von Blumengirlanden umkränzte religiöse Szenen wie sie auch von Brueghel und Rubens bekannt sind.
In einigen Werken seiner Brüder malte Carlo Antonio die Landschaftshintergründe, wie vermutlich bereits bei der Dekoration von Villa und Nymphäum des Pirro I. Visconti Borromeo in Lainate (um 1590), und ebenso in Camillos Gemälde Apostel am Grab der Jungfrau Maria (um 1598) im Chorraum von Sant’Angelo in Mailand. In Giulio Cesare Procaccinis Ekstase der Hl. Maria Magdalena mit Engeln (1605–07) malte Carlo Antonio eine Landschaft aus der Vogelperspektive.

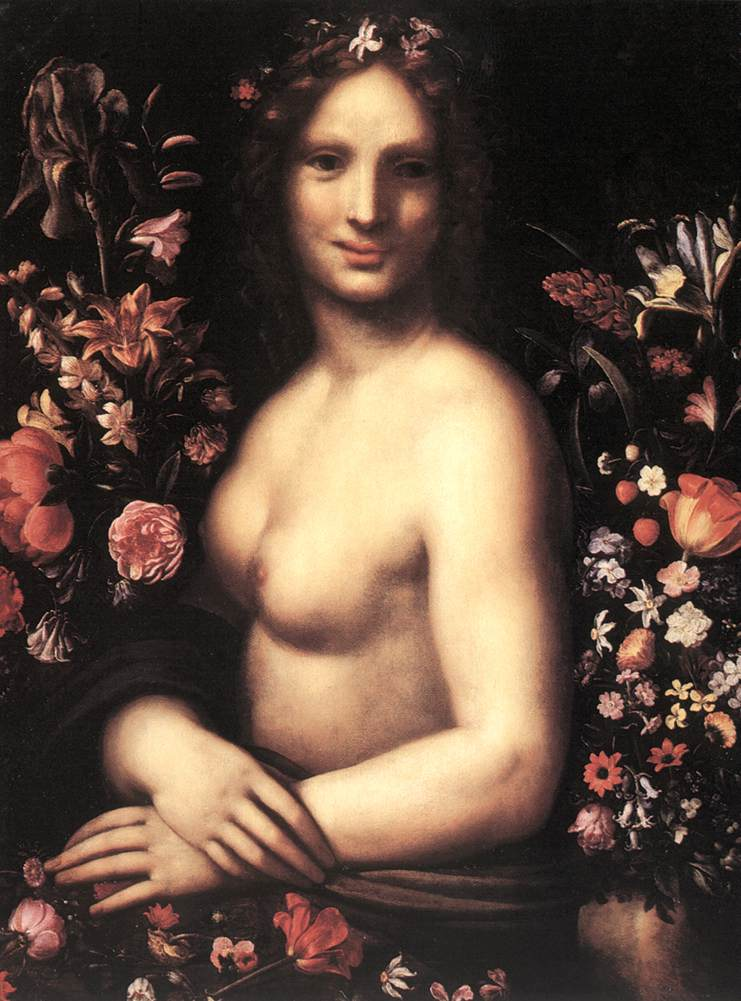
Carlo Antonio und Ercole Procaccini d. J.: Flora, Accademia Carrara, Bergamo

Zu seinen sakralen Werken zählen ein um 1598 entstandener Hl. Franziskus empfängt die Stigmata in der Villa Frisiani in Corbetta (bei Mailand), und das Bild Tod des Hl. Carlo Borromeo im Mailänder Dom von 1604, das zu einer größeren Serie gehörte, an denen vor allem seine Brüder beteiligt waren.
Um 1609 schuf er zusammen mit Gehilfen Freskendekorationen im Castello Visconti di San Vito in Somma Lombardo; eindeutig von seiner eigenen Hand sind dabei die Szenen die drei Grazien und Orpheus bezaubert die Tiere im dortigen Treppenhaus.
Zwischen 1612 und 1615 malte er Bilder für den Hauptaltar und die Cappella di San Carlo in der Kirche Santa Marta in Cannobio am Lago Maggiore.
Wenige Gemälde von Carlo Antonio sind datiert und die meisten befinden sich in schwer oder gar nicht zugänglichen Privatsammlungen in der Lombardei – in den Sammlungen Settala, Durini, Lattuada, d’Adda, Borromeo d’Angera, Pertusati und Visconti – und in Savoyen. Es ist auch bekannt, dass er Aufträge für die spanischen Gouverneure von Mailand erfüllte, jedoch sind davon bisher keine Werke bekannt oder erhalten.
Zu seinen datierten Werken gehören die Bilder Christus heilt einen Blinden und Merkur und die Töchter des Kekrops, die beide 1616 entstanden (heute in Privatsammlung ?).
1619 dekorierte er zusammen mit seinen Brüdern Camillo und Giulio Cesare die Kreuzgänge der Kirche Sant’Angelo in Mailand.
Als sein erstes eigenständiges Stillleben gilt eine Metallkanne mit Blumen (Privatsammlung, um 1620).
In seiner Spätzeit arbeitete er auch mit seinem Sohn Ercole zusammen, der dann die Figuren malte, während Carlo Antonio für Blumen oder Landschaften zuständig war, beispielsweise bei der Flora in der Accademia Carrara in Bergamo.
Sein Sterbedatum ist bisher (Stand 2016) nicht bekannt, aber man weiß, dass er 1628 noch am Leben war. Möglicherweise starb er bei der Pestepidemie von 1630.

## Werke (Auswahl)
- Der Hl. Franziskus empfängt die Stigmata, Villa Frisiani, Corbetta (bei Mailand), 1598
- Tod des Hl. Carlo Borromeo, Mailänder Dom, 1604
- Rosenkranzmadonna, Erve (bei Bergamo)
- Madonna mit Kind und Heiligen, Collezione Borromeo, Isola Bella (Lago Maggiore)
- Allegorische Fresken (darunter die drei Grazien und Orpheus bezaubert die Tiere im Treppenhaus), Castello Visconti di San Vito, Somma Lombardo, um 1609 (mit Werkstatt)
- Das irdische Paradies (nach Jan Brueghel), Privatsammlung (?), um 1610
- Triumph des Hl. Carlo Borromeo, zwei Versionen im Erzbistum Mailand, und im Istituto Gazzola, Piacenza, um 1611
- Hochaltarbild und Gemälde in der Cappella di San Carlo in der Kirche Santa Marta, Cannobio (Lago Maggiore)
- Landschaft mit der Hl. Margarete, Pinacoteca Ala Ponzone, Cremona, ca. 1615
- Martyrium des Hl. Stefan und  Christus und die Samariterin am Brunnen, Privatsammlung (?), ca. 1615
- Ruhe auf der Flucht nach Ägypten, Trafalgar Galleries, London, ca. 1615
- Christus heilt einen Blinden, Privatsammlung (?), 1616 (datiert)
- Merkur und die Töchter des Kekrops, Privatsammlung (?), 1616 (datiert)
- Ruhe auf der Flucht nach Ägypten in einer Blumengirlande, Privatsammlung
- Christus und die Samariterin am Brunnen in einer Blumengirlande, Privatsammlung
- Dekoration der Kreuzgänge in Sant’Angelo, Mailand, um 1619 (zusammen mit Camillo und Giulio Cesare Procaccini)
- Venus und Amor in einer Blumengirlande, Privatsammlung (?; erwähnt von Crispo, 2003) (zusammen mit Ercole Procaccini d. J.)
- Flora, Accademia Carrara, Bergamo (zusammen mit Ercole Procaccini d. J.)
- Metallkanne mit Blumen, Privatsammlung, um 1620
- Weinkeller eines großen Hauses, Musée des Beaux-Arts, Besançon